# 蓮花寺 (茨木市)
蓮花寺（れんげじ）は、大阪府茨木市にある高野山真言宗の寺院。

## 歴史

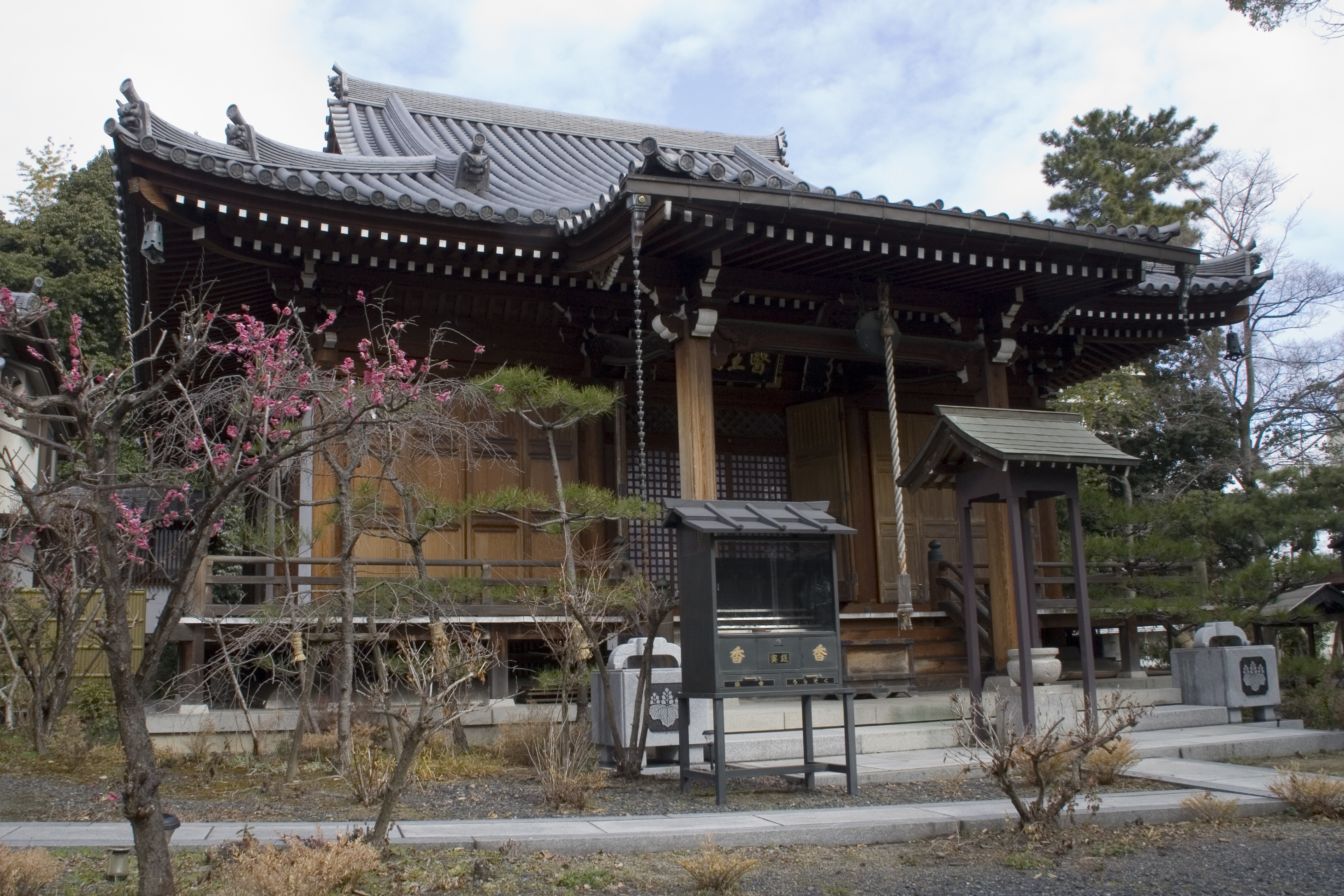
本堂

縁起によると奈良時代の天平元年（729年）正月、行基がこの地の池に毎夜霊光を発するのを見て、霊地であることを知り伽藍を作ったという。
応仁年間（1467～69年）の兵火で堂宇ことごとく焼失。寛永年間（1624～43年）に憎祐照が再建をはかり、弟子の快慶が享保5年（1720年）に完成する。
「安永6年（1777年）　瑞光山正東院奥之坊」の銘のある鐘には寺宝に小野篁筆大般若経と図師尊有筆の涅槃像があると記されているが、今は共にない。
この鐘は太平洋戦争時の金属供出で戻らず、昭和55年（1980年）に梵鐘寄進に伴い、鐘楼門を新築。本堂は平成元年（1989年）新築。
本尊薬師如来は秘仏。
流出した尊有筆の「涅槃図」は現在、長寿院（東京都台東区）が所蔵し、台東区指定有形文化財に指定されている。
延宝4年（1676年）の修理時の墨書銘に、この涅槃図が元弘元年（1331年）助法橋尊有の筆になること、天文5年（1536年）に三宅国村等の勧進により修理が施されたことが記されており、三宅氏が蓮花寺を庇護していたことを物語っている。
また、十一面観音は中山寺の本尊像と類似しており、大門寺一切経の奥書にも蓮花寺と中山寺の名か見られ、当時の北摂における寺院ネットワークの存在をうかがわせる。

## 文化財
大阪府指定文化財
- 木造十一面観音立像（平安時代～鎌倉時代）（昭和58年6月1日指定）

本堂の右脇間に安置。頭上に垂髪を結い、11面と化仏を表す。左手を屈して胸前で花瓶をとり、右手は垂下して掌を正面に向ける。腰を強く左にひねり、右足をわずかに踏み出して蓮華座上に立つ。像高114.0cm。
- 木造地蔵菩薩立像（平安時代）（昭和58年6月1日指定）

本堂の右脇間に安置。円頂の僧形で、右手を垂下して錫杖をとり、左手を屈臂して宝珠を捧げる通有の姿。
ケヤキとみられる広葉樹による一木造。背面の大きな干割れがあり、応仁の乱で本堂北東の池中に隠されていたとも伝えられる。像高114.6cm。
その他
- 木造大日如来坐像（平安時代）

本堂の左脇間に安置。垂髻を結い、天冠台（紐1条・列弁）をいただく。条帛をかけ、裙、腰布をつける。両手は智拳印を結び、左足を上に半跏趺坐する姿で、本来は大日如来ではなかった可能性がある。針葉樹による一木造。像高54.0cm。
- 木造毘沙門天立像（鎌倉時代～南北朝時代）

## 行事
- 星まつり（2月11日）
- 花まつり（4月8日）
- 施餓鬼法要（8月24日）